# Adalbert van Metz gróf
Adalbert van Metz középkori német nemesúr, a Német-római Birodalomhoz tartozó Lotaringiai Hercegség területén fekvő Metzi Grófság hűbérura volt.

## Élete
Szülei Matfried van Metz gróf (? – 930. augusztus 19.), anyja Lantsind, Radald és Rotrud lánya. Johannes von Gorze életrajza megnevezi Adalbertet és bátyját, Bernoin verduni püspököt ("[Adelbert] cum fratris Bernuini Virdunensis episcopi") Apja 930-as halála után a van Metz grófja címet örökölte. Regino feljegyezte, hogy Adalbertet ("Adalbertus comes filius Matfridi") 944-ben egy bizonyos "Uodone" csatában megölte.

## Családja és leszármazottai
Felesége Liutgarde (? – 960. augusztus 4. után) III. Wigerich, Bidgau grófjának és feleségének, Kunigundának lánya. Liutgarde leszármazására nézve az egyetlen utalás egy 960. augusztus 4-i keltezésű oklevél, amelyben szüleitől örökölt birtokokat ("parentibus meis Wigerico et Cunegunda") adományozott a trieri Szent Maximin-templomnak, szülei és férjei nevében ("pro remedio…parentum meorum, seniorum quoque meorum Alberti et Everhardi vel filiorum meorum"). Adalbert halála után újra házasodott, második férje IV. Eberhard nordgaui gróf volt.
Adalbert és Liutgarde házasságából két gyermek született:
- Matfried (944 előtt – ?) A "Notitiæ Altorfenses" megnevezi ("Mefridus, patruus prefatorum dominorum") a metzi Szt. István-templomnak tett adománnyal kapcsolatban, valamint feljegyzi négy féltestvérét is ("comitis Eberhardi sive comitis Hugonis vel istorum fratrum Gerhardi et Maffridi"). A négy testvér V. Hugó nordgaui gróf fiai voltak, aki maga Liutgarde második házasságából született. A "patruus" megnevezés tehát helytálló, vagyis Matfried a négy testvér apai nagybátyja és anyja révén féltestvére volt.
- Liutgarde (944 előtt – ?) Életéről semmilyen információ nem maradt fenn, de Thierry Stasser azt feltételezi, hogy I. Róbert namuri gróf felesége lehetett. A feltevés a családnevek elemzésén alapul, mivel I. Róbert lányát is Liutgardénak hívták.[6]